# Liste der Baudenkmale in Pampow
In der Liste der Baudenkmale in Pampow sind alle Baudenkmale der Gemeinde Pampow (Landkreis Ludwigslust-Parchim) und ihrer Ortsteile aufgelistet (Stand: November 2009). 

## Pampow
| ID | Lage                    | Bezeichnung                                                                        | Beschreibung | Bild                                                 |
| -- | ----------------------- | ---------------------------------------------------------------------------------- | --- | ---------------------------------------------------- |
|    | (Karte)                 | Friedhof mit ehemaligem Mausoleum (Kapelle), Lindenallee und Feldsteintrockenmauer | |                                                      |
|    | (Karte)                 | Kirche mit Friedhofsportal und Feldsteintrockenmauer                               | Neugotischer, einschiffiger Backsteinbau von 1898 nach Plänen von Gotthilf Ludwig Möckel; polygoner Chor; quadr. Turm mit spitzem Turmhelm, südl. Sakristeianbau. Vorgängerbauten von um 1180 als Holzkapelle und von um 1350 als Feldsteinkirche, Abriss 1986. | Kirche mit Friedhofsportal und Feldsteintrockenmauer |
|    | Zu den Eichen 5 (Karte) | Bauernhaus                                                                         | |                                                      |
|    | Zu den Eichen 7 (Karte) | Hallenhaus und Trockenmauer                                                        | |                                                      |